# Gray (Georgia)
Gray è una città degli Stati Uniti d'America, situata in Georgia, nella Contea di Jones, della quale è il capoluogo.